# Rosenbergia rufolineata
Rosenbergia rufolineata es una especie de escarabajo longicornio del género Rosenbergia, tribu Batocerini, subfamilia Lamiinae. Fue descrita científicamente por Breuning en 1948.

## Descripción
Mide 43-65 milímetros de longitud.

## Distribución
Se distribuye por Indonesia y Papúa Nueva Guinea.